# La Rinconada
La Rinconada – gmina w Hiszpanii, w prowincji Sewilla, w Andaluzji, o powierzchni 139,48 km². W 2011 roku gmina liczyła 37 508 mieszkańców.